# Mouvement pour le Pakistan
Vous lisez un « bon article » labellisé en 2019.
Ne doit pas être confondu avec Mouvement du Pakistan pour la justice.

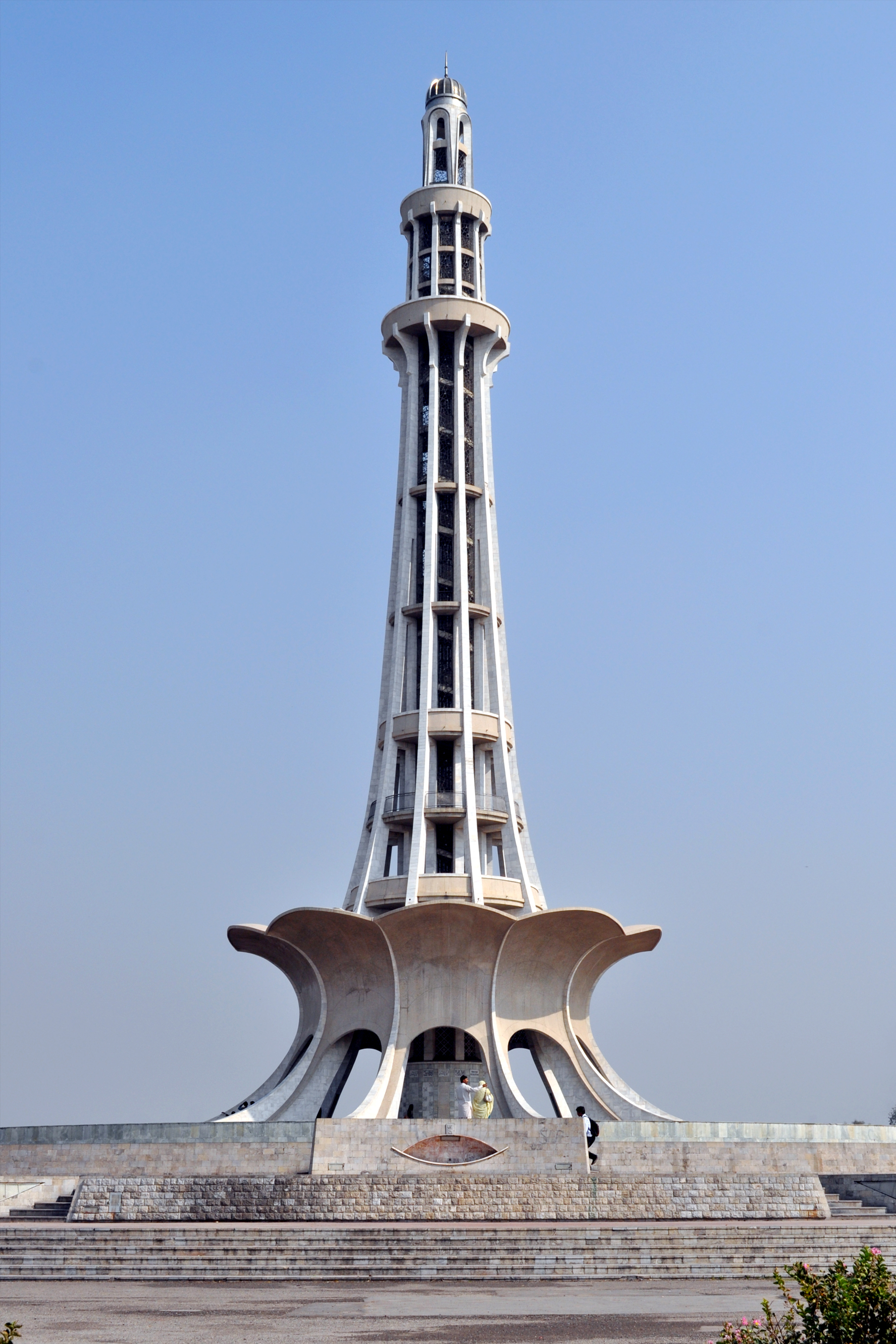
Le Minar-e-Pakistan, bâti là où est adoptée la résolution de Lahore.

Le Mouvement pour le Pakistan ou Tehrik-e-Pakistan (en ourdou : تحریک پاکستان — Taḥrīk-i Pākistān) désigne un ancien mouvement politique dont l'objectif est l'indépendance du Pakistan vis-à-vis de l'Empire britannique, pour former un État-nation regroupant les populations musulmanes du sous-continent indien.
Évoluant en parallèle au mouvement pour l'indépendance de l'Inde, il cherche à établir un État-nation qui protège l'identité religieuse et les intérêts politiques des musulmans en Asie du Sud. Les premiers mouvements politiques organisés apparaissent à l'université musulmane d'Aligarh où un mouvement littéraire, mené par Syed Ahmad Khan, construit la genèse du Mouvement. Lors d'une conférence tenue en 1906 à Dacca, les meneurs musulmans amènent le mouvement au niveau politique en créant la Ligue musulmane, avec des dirigeants prééminents cherchant à protéger les droits de base des musulmans au sein du Raj britannique.
Plus tard, la proposition de constitution de Muhammad Ali Jinnah aide au ralliement du public envers le mouvement dans les quatre provinces. En parallèle, des poètes ourdous tels que Iqbal ou Faiz utilisent la littérature, la poésie et les discours comme outils pour rallier les consciences politiques, tandis que les féministes telles que Sheila Pant et Fatima Jinnah luttent pour l'émancipation des femmes musulmanes et leur participation à la politique nationale.
Le Mouvement pour le Pakistan est mené par un large groupe de personnes d'horizons divers et leur idée d'une nation indépendante est clairement affichée lors de la résolution de Lahore en 1940. La loi sur l'indépendance indienne de 1947 leur donne raison, en créant les dominions indépendants de l'Inde et du Pakistan. La nouvelle nation musulmane est composée de l'union des quatre provinces situées au nord-ouest du sous-continent indien et du Bengale oriental.

## Histoire du mouvement

### Contexte

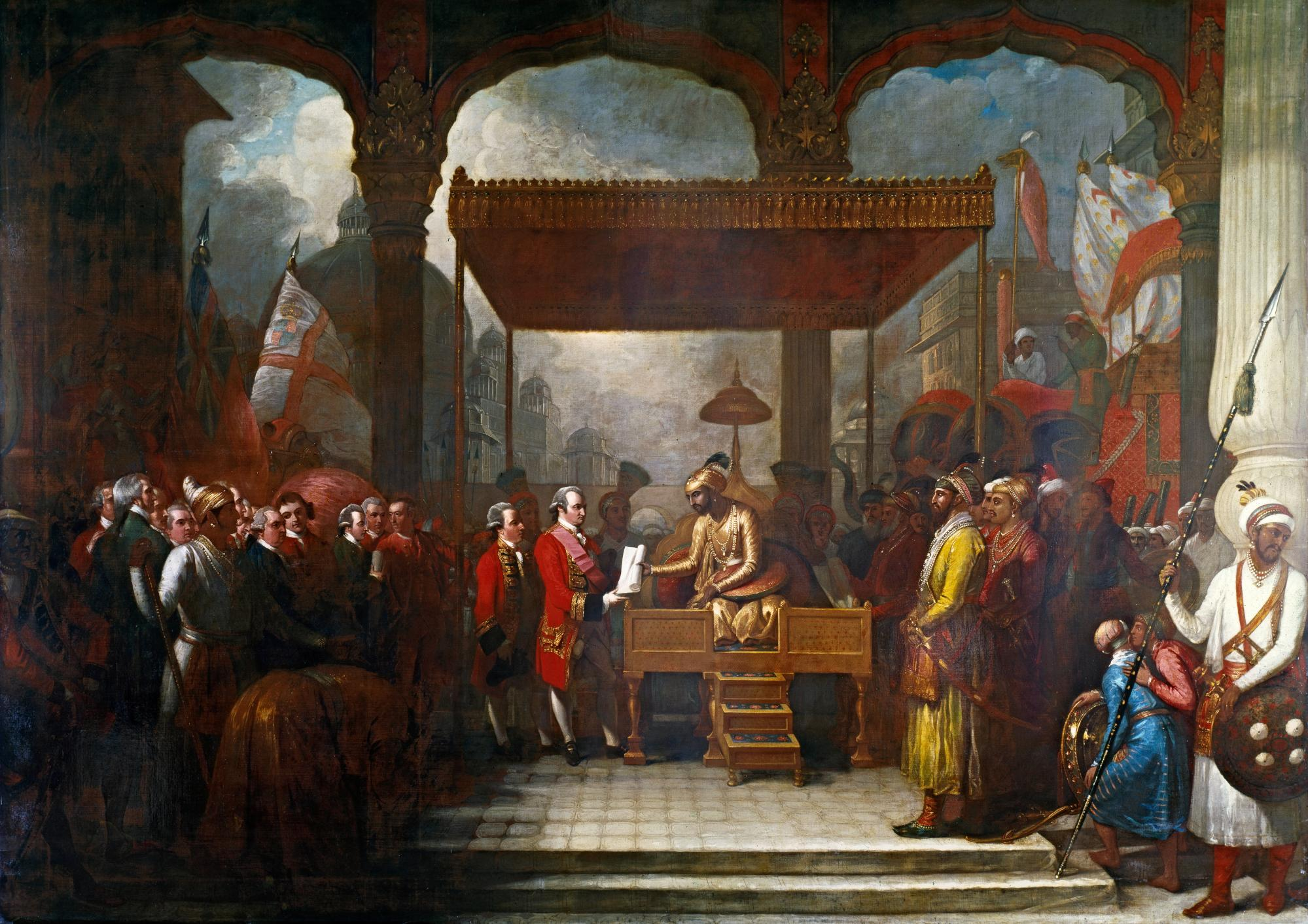
Le major-général britannique et gouverneur du Bengale Robert Clive rencontrant l'empereur Shah Alam II en 1765.

La Compagnie britannique des Indes orientales (CBIO), créée en 1600, met le pied en Inde en 1612 après que l'empereur moghol Jahângîr lui donne les droits d'établir un comptoir dans le port de Surate sur la côte ouest. Alors que l'Empire moghol voit sa puissance décliner, l'Empire britannique s'étend rapidement pour prendre le contrôle du sous-continent dans les années 1700. L'influence politique, sociale et économique de la CBIO et la force de frappe militaire britannique ont limité l'autorité du dernier empereur moghol, Muhammad Bahâdur Shâh. La défaite de Tipû Sâhib, dirigeant de l'État de Mysore, entérine le contrôle, plus ou moins direct, de l'Inde du Sud par la CBIO.
Dans tout le sous-continent indien, le gouvernement britannique prend le contrôle de l'appareil d'État, de la bureaucratie, des universités, des écoles et des institutions, en plus d'établir les siennes. Durant cette période, les réformes éducatives radicales et influentes de Thomas Babington Macaulay amènent de nombreux changements en introduisant l'apprentissage des langues occidentales (anglais et latin), de l'histoire et de la philosophie,. Les études religieuses et les langues arabes, turques et persanes sont complètement retirées des programmes des universités d'État. Dans un court laps de temps, l'anglais devient non seulement le médium de l'instruction mais aussi la langue officielle en 1835 à la place du persan, désavantageant ceux qui ont bâti leur carrière sur la maîtrise de cette langue.

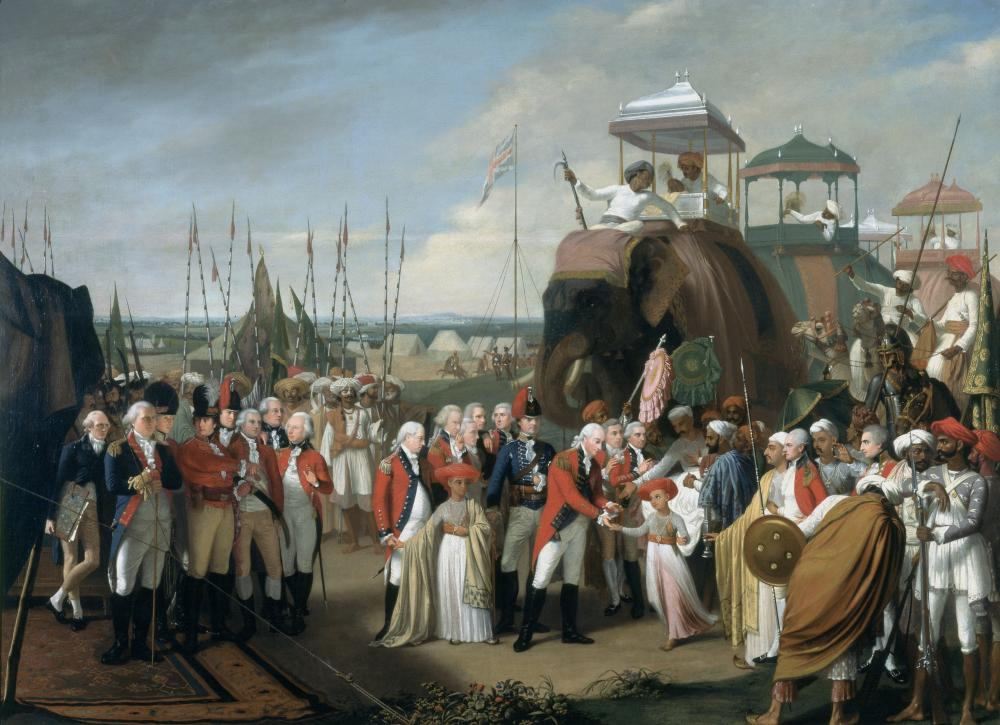
Après la bataille de Seringapatam, les enfants de l'empereur Tipû Sâhib rendent leur armes à Lord Cornwallis en 1799.

Les sciences islamiques et hindoues ne sont plus soutenues par la couronne britannique, et presque toutes les madrassa perdent leur waqf (littéralement leur « fonds de dotation »),. Mécontent de ces réformes, des musulmans et des hindous déclenchent la première rébellion en 1857, qui est écrasée par les forces armées britanniques, suivie de l'abdication du dernier empereur moghol Muhammad Bahâdur Shâh, la même année. En réaction, la reine Victoria supprime la CBIO et consolide le pouvoir en mettant directement le sous-continent sous l'aile de l'Empire britannique. Par conséquent, les symboles moghols sont supprimés, suscitant en retour l'hostilité de certains musulmans envers la « modernité occidentale » et une indisposition à faire usage des opportunités offertes par le nouveau régime. Cette tendance, qui se prolonge longtemps, se révèle désastreuse pour la communauté musulmane.
Pour justifier ces actions, Macaulay prétend que le sanskrit et l'alphabet arabe sont totalement inadéquats pour les étudiants en histoire, science et technologie. Il écrit : « Nous avons à éduquer un peuple qui ne peut à présent être éduqué par les moyens de leur langue maternelle. Nous devons leur enseigner une langue étrangère ». La solution dont il parle est d'apprendre l'anglais.

### Une renaissance

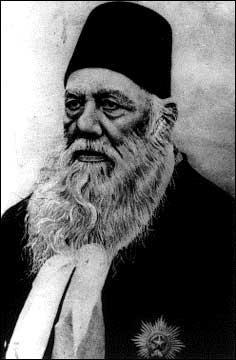
Sir Syed Ahmad Khan est devenu une inspiration pour le Mouvement pour le Pakistan.

Finalement, la plupart des familles musulmanes refusent que leurs enfants soient scolarisés dans des universités de langue anglaise, ce qui se révèle préjudiciable aux communautés musulmanes. En 1891, seuls 10 % des musulmans peuvent écrire en anglais contre 40 % des hindous. De plus, pendant la Renaissance du Bengale, les populations hindoues accèdent à un meilleur niveau d'éducation qui leur permet d'occuper des postes élevés dans la fonction publique indienne et fréquemment d'exercer des responsabilités dans le gouvernement britannique, tandis que les musulmans sont souvent éloignés des centres de pouvoir.
Durant cette période, un éducateur et réformateur musulman influent, Syed Ahmad Khan, commence à défendre l'importance de l'éducation britannique. Syed est un juriste et un érudit qui a été anobli par la couronne britannique en remerciement des services rendus à l'Empire britannique. Constatant cette atmosphère de désespoir et de découragement, Syed fait des tentatives pour raviver l'esprit de progrès au sein de la communauté musulmane de l'Inde britannique. Lors de rassemblements importants, il déclare que les musulmans n'ont pas réalisé que l'humanité est entrée dans une phase cruciale de son histoire — une ère de science et d'apprentissage. En dépit de rudes critiques de la part de l'orthodoxie islamique, il contribue à convaincre de nombreuses communautés musulmanes que le savoir factuel est la source du progrès et de la prospérité des Britanniques. Ainsi, l'éducation devient le pivot de son mouvement pour faire de nouveau émerger les Indiens musulmans. Il essaie de transformer les mentalités héritées du féodalisme pour adapter les musulmans à la vie moderne.
Syed conseille aux communautés musulmanes de ne pas participer à la politique à moins d'avoir reçu une éducation moderne. Il est de ceux qui considèrent que les musulmans ne peuvent réussir dans la politique à l'occidentale sans connaitre le système. Dans les années 1900, Syed est invité à la première convention du Congrès national indien et certains tentent de le convaincre de rejoindre le parti, mais il refuse la proposition.
Au contraire, il incite les musulmans à se tenir à l'écart du Congrès et prédit que cette convention finira par être un pur parti hindou quand viendra le moment de l'indépendance. En réponse au Congrès, Syed appelle à la création du All India Muhammadan Educational Conference afin de permettre aux musulmans d'avoir une organisation où ils puissent discuter de leurs problèmes politiques. Syed devient aussi le fer de lance du mouvement d'Aligarh qui fournit une éducation occidentale aux communautés musulmanes. Cela aboutit avec l'ouverture de l'université musulmane d'Aligarh (AMU) qui devient le pivot de l'enseignement moderne des sciences et techniques, de la politique, de la loi et de la justice, de la littérature britannique, de l'histoire et des arts contemporains. Les écrits de Syed et les travaux universitaires jouent un rôle important dans la popularisation des idéaux du mouvement tout en aidant à créer des relations cordiales entre la couronne britannique et les Indiens musulmans. L'un de ses plus grands succès est la levée des incompréhensions entre christianisme et islam. Il promeut aussi l'idée selon laquelle les hindous et les musulmans forment deux groupes ne pouvant vivre selon les mêmes lois, concept connu sous le nom de « théorie des deux nations ». Au moment de sa mort, Syed est reconnu comme le père de cette doctrine et gagne le titre de « Prophète de l'Éducation ». Le mouvement d'Aligarh et la théorie des deux nations constituent les bases du Mouvement pour le Pakistan,. Le nom de Syed continue d'être extrêmement respecté au Pakistan. Par exemple, une des plus importantes universités du pays porte notamment son nom depuis 1993.

### Naissance d'un mouvement organisé

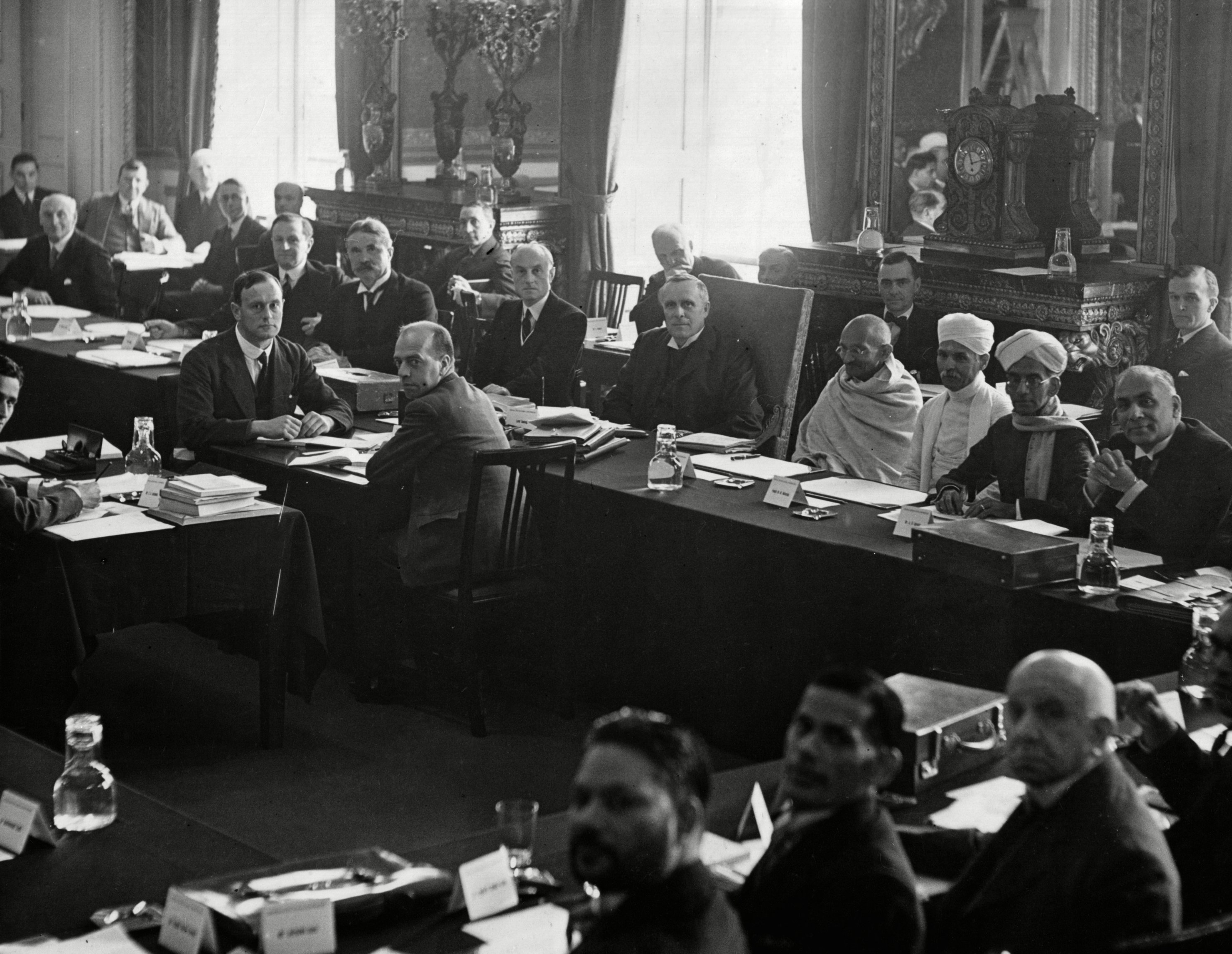
La deuxième Round Table Conferences.

En 1876, la reine Victoria prend le titre d'impératrice des Indes et le Parlement du Royaume-Uni fait adopter le Government of India Act de 1833, qui confie la charge de gouverneur général à Lord William Bentinck. Héritière de la All India Muhammadan Educational Conference, la Ligue musulmane (All-India Muslim League) est fondée en 1906 à Dacca et permet aux musulmans de se projeter sur la scène politique. Plus tôt en 1905, le vice-roi Lord Curzon divise en deux le Bengale, partition plébiscitée par les musulmans, qui obtiennent ainsi une majorité dans la moitié orientale. La réunification se produit tout de même en 1911.
En 1909, Lord Minto promulgue l'Indian Councils Act de 1909 et rencontre une délégation musulmane menée par Aga Khan III,,,, composée de 38 membres représentant chacun leur région respective de façon proportionnelle ; elle obtient l'adoption de quotas et d'électorats séparés sur des bases religieuses.
L'objectif originel de la Ligue musulmane, dominée par les classes supérieures et nobles, est de définir et protéger les intérêts des Indiens musulmans,. Son militantisme intellectuel est particulièrement actif à l'université musulmane d'Aligarh (AMU), à l'université de Calcutta et à l'université du Pendjab, bien que son siège soit à Lucknow. Les idées du penseur britannique John Locke sur la liberté ont grandement influencé la pensée politique du parti. C'est la dissémination de la pensée occidentale de John Locke, John Milton et Thomas Paine à l'AMU qui a amorcé l'émergence du nationalisme musulman. Aga Khan III est nommé président fondateur de la ligue et Ali Jouhar écrit le manifeste du parti. Malgré son activisme et son éducation des masses, la Ligue reste longtemps moins influente que le mouvement des Khaksars ou le Khudai Khidmatgar jusqu'aux années 1930.
Alors que Muhammad Ali Jinnah prend la direction de la Ligue en 1916, celle-ci devient de plus en plus populaire parmi les musulmans. En 1929, il fait une proposition de Constitution connue sous le nom des « Quatorze points » et qui prévoit l'autonomie des musulmans en échange de l'unité de l'Inde. Ces revendications rencontrent l'hostilité des meneurs hindous lors des Round Table Conference. Le succès de la Ligue musulmane aux élections de 1934 dans les zones majoritairement musulmanes joue un rôle important dans l'opposition entre Ligue musulmane et Congrès qui devient apparente lorsque le second refuse de former des coalitions avec la Ligue dans les régions mixtes. Cet antagonisme ne cesse de s’accroître et mène à d'importantes violences communautaires à l'approche des indépendances.
Dans les années 1930, Mohamed Iqbal rejoint le parti et ses écrits, discours et idées philosophiques jouent un rôle crucial dans l'expansion de la Ligue musulmane. C'est lui qui introduit l'idée d'un État séparé dans un discours de décembre 1930 en tant que Président de la Ligue musulmane. L'État-nation qu'il imagine, « au sein de l'Empire britannique, ou sans l'Empire britannique », n'inclut que les quatre provinces du nord-ouest de l'Inde : Pendjab, Sind, Afghania et Baloutchistan. Trois ans plus tard, le nom Pakistan, « pays des purs », est proposé dans un pamphlet publié en 1933 par Rahmat Ali, un diplômé de l'université de Cambridge. Encore une fois, le Bengale est en dehors de la proposition.

### Seconde Guerre mondiale

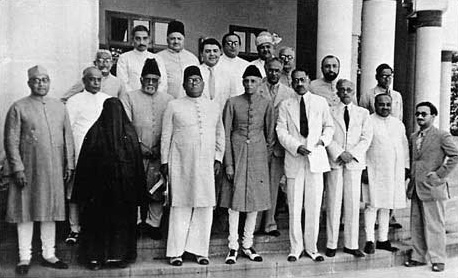
La Ligue musulmane à la session de Lahore. La femme portant la burqa est Muhatarma Amjadi Banu, épouse de Ali Jouhar. Elle est une représentante importante des femmes musulmanes des Provinces unies durant le Mouvement,.

Le 3 septembre 1939, le Premier ministre Neville Chamberlain annonce le début de la guerre avec le Troisième Reich. La Seconde Guerre mondiale est un moment essentiel du Mouvement pour le Pakistan : avec la résolution de Lahore (1940), la Ligue musulmane adopte clairement l'idée d'une nation souveraine pour les musulmans,. En 1939, les dirigeants du Congrès national indien démissionnent de tous les organes représentatifs où ils sont élus. La Ligue musulmane célèbre la fin du gouvernement mené par le Congrès, dont Jinnah dira à son propos qu'il s'agit d'« un jour de délivrance et de thanksgiving ». Dans un mémorandum secret écrit au Premier ministre britannique, la Ligue musulmane accepte de soutenir les efforts de guerre du Royaume-Uni en échange de sa reconnaissance en tant qu'unique organisation représentant les Indiens musulmans.
Au contraire, le Congrès indien proteste contre l'implication de l'Inde dans la Seconde Guerre mondiale, décidée unilatéralement par le Royaume-Uni sans consulter le Congrès. Grâce à son soutien, la Ligue musulmane est autorisée à diffuser activement sa propagande politique au cri de ralliement de l'« islam en danger ». Le Congrès indien refuse d'aider la Grande-Bretagne à moins que l’entièreté du sous-continent indien n'acquière l'indépendance. De son côté, la Ligue musulmane s'engage dans une coopération politique et un effort de guerre humain. L'éducation britannique des dirigeants de la Ligue a joué un rôle dans le rapprochement avec le gouvernement britannique. En 1940, le gouvernement britannique fait de plus la promesse à la Ligue de ne pas transférer le pouvoir à une Inde indépendante sans que la constitution soit d'abord approuvée par les Indiens musulmans.
En 1940, lors de la conférence de la Ligue musulmane à Lahore, Jinnah se rallie à la création d'un État musulman, incluant Sind, Pendjab, Baloutchistan, Province-de-la-Frontière-Nord-Ouest et Bengale, qui serait « pleinement autonome et souverain ». La résolution de Lahore garantit par ailleurs la protection pour les religions non-musulmanes. Menée par le premier ministre du Bengale Abul Kasem Fazlul Huq, la résolution est adoptée le 23 mars 1940 et ses mesures établissent les fondations du futur Pakistan. Les discussions entre Jinnah et Gandhi en 1944 à Bombay n'aboutissent pas à un accord. C'est la dernière tentative de maintenir un seul État.

### Vers le Pakistan
Dans les années 1940, Jinnah émerge comme leader des Indiens musulmans et est populairement connu sous le nom de Quaid-e-Azam (« Le Guide »). En 1942, Gandhi lance le mouvement Quit India à l'encontre du Royaume-Uni. Pour sa part, la Ligue musulmane conseille au Premier ministre Winston Churchill de « diviser et ensuite quitter ». Les négociations entre Gandhi et le vice-roi Wavell échouent, tout comme les pourparlers entre Jinnah et Gandhi en 1944. Avec la fin de la Seconde Guerre mondiale, la Ligue musulmane obtient de plus en plus de soutien en faveur du séparatisme malgré les efforts de Gandhi pour maintenir l'unité de l'Inde, intensifiant la pression sur le premier ministre Winston Churchill. Wavell appelle à organiser des élections législatives en 1945.
Lors des élections législatives tenues en 1945 pour l'assemblée constituante du Raj britannique, la Ligue musulmane gagne 425 des 496 sièges réservés aux musulmans (ce qui fait 89,2 % du vote musulman) grâce à l'objectif de créer un État pour les musulmans. Le Congrès national indien, qui est mené par Gandhi et Nehru, reste opposé en bloc à la division de l'Inde. La partition semble pourtant inévitable, comme l'exprime Lord Mountbatten à propos de Jinnah : « Il n'y avait aucun argument qui pouvait lui faire infléchir sa détermination dévorante concernant la concrétisation du rêve impossible du Pakistan ».

## Rôles des provinces

### Pendjab

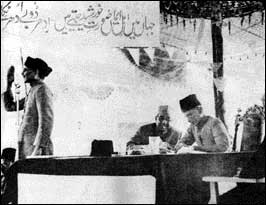
Chaudhry Khaliquzzaman soutenant la Résolution avec Jinnah et Liaquat Ali Khan présidant la session.

À partir des années 1930, le Pendjab occidental devient un lieu majeur du soutien à la Ligue musulmane puis au Mouvement pour le Pakistan. Le 29 décembre 1930, Mohamed Iqbal prononce un discours en tant que président de la session annuelle de la Ligue musulmane qui se tient à Lahore, capitale du Pendjab. Il dit :

« Je voudrais voir le Pendjab, la province de la Frontière du Nord-ouest, le Sind et le Baloutchistan amalgamés dans un seul État. Un gouvernement autonome au sein de l'Empire britannique ou sans l'Empire britannique, la formation d'un État musulman indien consolidé au Nord-Ouest m'apparaît comme la destinée finale des musulmans, du moins au nord-ouest de l'Inde. »

Le 28 janvier 1933, Choudhary Rahmat Ali, fondateur du Mouvement nationaliste pakistanais, exprime ses idées dans un pamphlet intitulé Now or Never: Are We to Live or Perish Forever?. Dans un livre postérieur, Rehmat Ali détaille l'étymologie du Pakistan : « Pakistan est un mot commun au persan et à l'ourdou. Il est composé de lettres venant des noms de toutes nos patries de l'Asie du Sud qui sont le Pendjab, l'Afghanie, le Cachemire, le Sind et le Baloutchistan. Il signifie « le pays des hommes purs ». »
Le Pendjab occidental est le foyer d'une minorité de sikhs et d'hindous jusqu'en 1947 aux côtés de la majorité musulmane. En 1947, l'Assemblée du Pendjab met en jeu son vote en faveur du Pakistan à la majorité qualifiée, ce qui pousse de nombreuses minorités à migrer vers l'Inde tandis que les réfugiés musulmans venant d'Inde s'installent au Pendjab occidental et dans d'autres parties du Pakistan.

### Sind

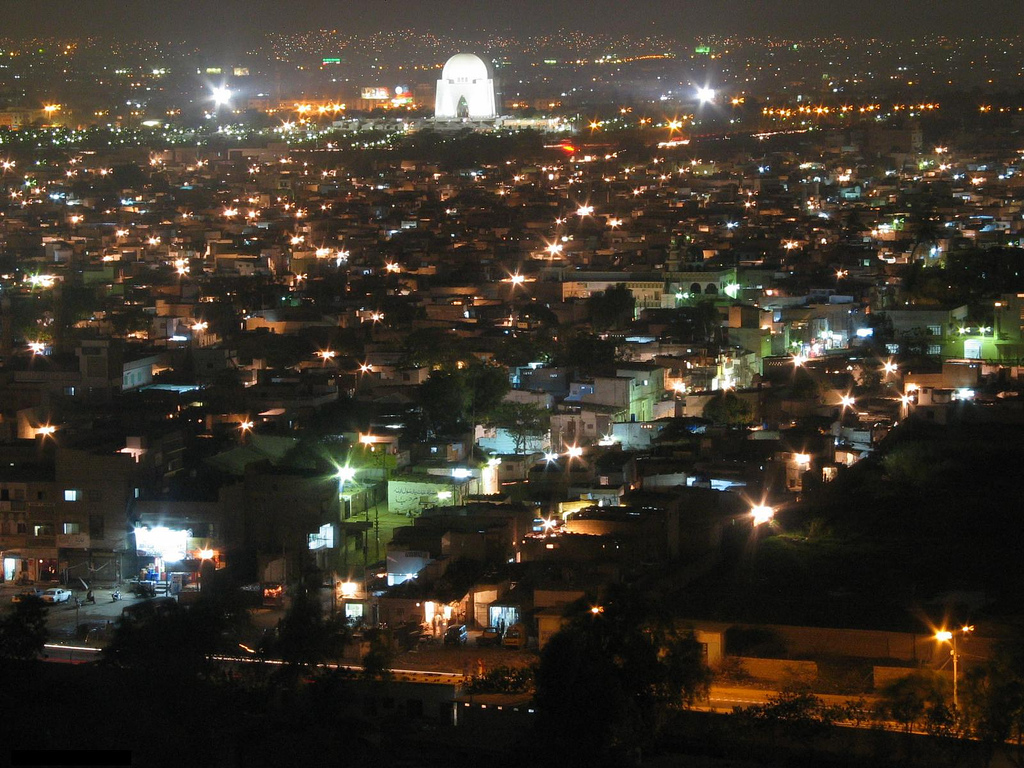
Le Sind est la région natale et d'enterrement de Jinnah, le fondateur du Pakistan.

Les dirigeants locaux et les nationalistes sindis ne se sont jamais soumis à la couronne britannique, et les Hurs menés par le nationalistes sindhi, Sibghatullah Shah Rashidi, ont combattu les troupes britanniques en 1857. Après le Pendjab occidental, le Sind est un lieu influent et fertile pour la Ligue musulmane, car la famille de Jinnah est originaire de Karachi, où celui-ci a passé son enfance,. Quand le soutien du Mouvement pour le Pakistan gagne le Sind, celui-ci devient un centre des actions important pendant le mouvement Califat (1919-1924). Les musulmans remportent un succès quand le Sind est séparé de la présidence de Bombay, une revendication inscrite à l'agenda de la Ligue musulmane en 1925.
Dans une convention tenue en 1938, la Ligue musulmane débat d'une ébauche de constitution, selon laquelle les musulmans obtiendraient une pleine autonomie, que le Sind est le premier à adopter,. La Ligue musulmane obtient un mandat exclusif lors des élections législatives indiennes de 1945, où elle se montre en adéquation avec l'indépendantisme sindhi.
Le leader nationaliste sindhi Ghulam Murtaza Shah Syed est une des principales figures de ce mouvement, en proposant en 1940 la résolution de Lahore à l'Assemblée du Sind. Le 26 juin 1947, cette dernière est la première à reconnaître la nouvelle assemblée constituante du Pakistan.

### Province-du-Nord-Ouest

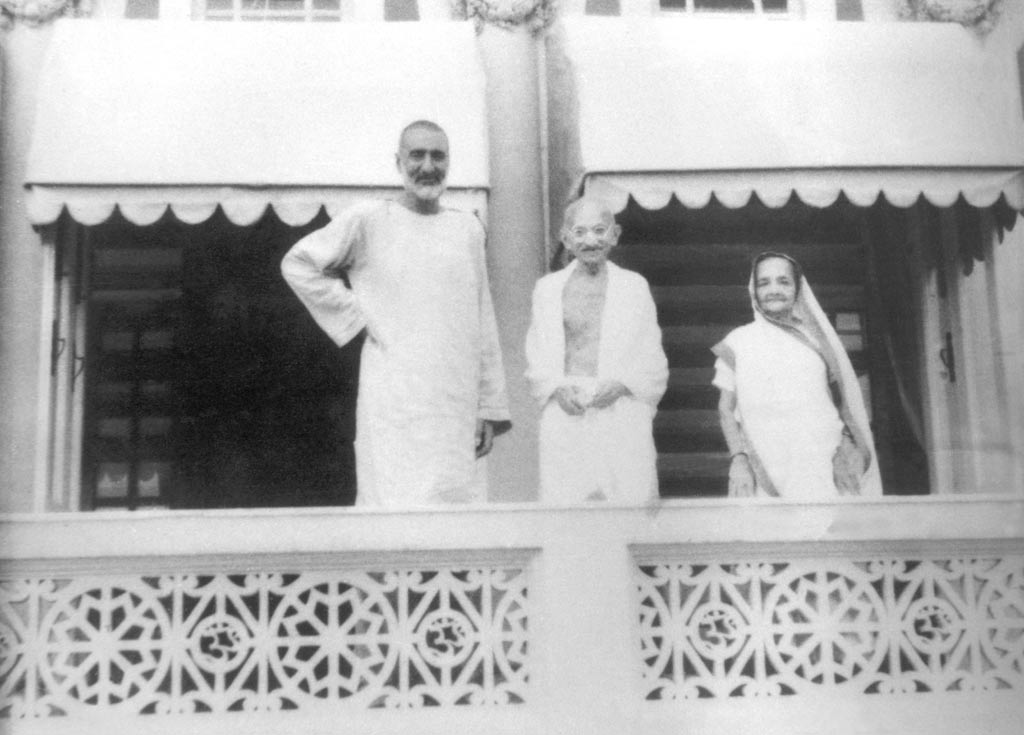
Bacha Khan avec Gandhi en 1946.

Contrairement au Pendjab, au Baloutchistan et au Sind, la Ligue musulmane reçoit peu de soutien dans la Province-du-Nord-Ouest où le Congrès national indien et le nationaliste pachtoune Abdul Ghaffar Khan fédèrent autour de l'idée d'une Inde indépendante et unie,. Abdul Ghaffar Khan (aussi appelé Bacha Khan) amorce le mouvement Khudai Khidmatgar (aussi appelé « Chemises rouges ») et se surnomme « Gandhi de la Frontière » à cause de ses efforts pour suivre la trace de Gandhi.
Pour l'intelligentsia pachtoune, le programme politique des Chemises rouges est basé sur la promotion de la culture et l'élimination des influences non-pachtounes de la province. Les intégristes islamistes et les oulémas deobandis se joignent même au mouvement, qu'ils voient avant tout comme anti-britannique, et cette position religieuse rallie les paysans pauvres, qui veulent en finir avec l'oppression économique des Britanniques. Les Pachtounes se méfient de la Ligue musulmane et rejoignent ce mouvement en raison de leur rivalité avec les Pendjabis, qui risquent de dominer la future nation. Les Chemises rouges et le Congrès national indien sont alors capables de contenir la Ligue musulmane aux zones non-pachtounes.
Les adhésions aux Chemises rouges croissent jusqu'à 200 000 activistes, témoignant de leur popularité. Aux élections législatives de 1945, le Congrès continue de dominer la province avec 30 sièges contre 17 pour la Ligue musulmane, qui parvient tout de même à s'attirer des soutiens dans la division de Hazara, notamment grâce à Jalal-u-din Baba, Roedad Khan, Ghulam Ishaq Khan et Abdul Qayyum Khan. Cependant, les Britanniques et le Congrès finissent par accepter une partition sur une base religieuse sans consulter les Chemises rouges. Bacha Khan accuse alors le Congrès : « vous nous avez jetés aux loups. » L'esprit du mouvement Khudai Khidmatgar laissera la place à un parti politique après la création du Pakistan, le parti national Awami.

### Baloutchistan
Sous le Raj britannique, la province du Baloutchistan est constituée essentiellement de Nawabs et d'États princiers locaux. Trois de ces États joignent volontairement le Pakistan lors du vote tenu en 1947 à l'Assemblée du Baloutchistan. Cependant, l'État de Kalat choisit l'indépendance proposée par le Premier ministre Clement Attlee aux 535 États princiers dont 534 se rallient au Pakistan,.
Cependant, Nehru réussit à convaincre le gouverneur général des Indes Louis Mountbatten de forcer les dirigeants des États princiers à décider de joindre soit l'Inde soit le Pakistan », et ce faisant l'indépendance « n'est pas une option ». Plus tard, Nehru annexe d'ailleurs d'autres États princiers comme Hyderabad par la force. Le programme de la Ligue musulmane a été généralement soutenu par la population du Baloutchistan. Un de ses leaders, Jafar Khan Jamali est une figure clé de la Ligue musulmane (son neveu, Zafarullah Khan Jamali, sera Premier ministre du Pakistan en 2002) et son activisme au Baloutchistan profite à ce parti. Une autre figure baloutche est Akbar Bugti qui reçoit Jinnah lors de sa visite de la province. Bugti est un fidèle et fervent partisan de Jinnah. Un autre jeune activiste, Mir Hazar, obtient le ralliement des étudiants au sein du Mouvement pour le Pakistan au Baloutchistan,. En 2013, il est nommé Premier ministre par intérim.

### Bengale

Carte du Bengale réunifié.

Le Mouvement pour le Pakistan est assez populaire dans le Bengale oriental, qui est le berceau de la Ligue musulmane puisqu'elle y a été fondée en 1906. Plusieurs des principaux dirigeants et activistes de la Ligue musulmane viennent du Bengale oriental, notamment Huseyn Suhrawardy, Khawaja Nazimuddin et Nurul Amin, qui seront tous trois Premiers ministres du Pakistan. À la suite de la partition du Bengale, d'importances violences ont lieu dans la région, principalement autour de Calcutta et Noakhali.
Il est avéré que Huseyn Suhrawardy souhaite que le Bengale soit à la fois réunifié et indépendant, tant vis-à-vis de l'Inde que du Pakistan. Malgré les critiques de la Ligue musulmane, Jinnah valide les arguments de Suhrawardy et donne un soutien tacite à l'indépendance du Bengale,,. En contrepartie, il fixe comme principale condition que le Pendjab ne soit pas divisé et intègre en totalité le Pakistan. Cependant, le plan échoue du fait de l'influence du Congrès au Bengale occidental et par conséquent la majorité musulmane du Bengale oriental n'a pas d'autre choix que de rejoindre le Pakistan, d'autant que les dirigeants de l'Assam choisissent également de rester en Inde,,.

### Autres régions
Durant le Mouvement pour le Pakistan dans les années 1940, les Rohingyas musulmans en Birmanie occidentale espèrent que leur région de Mayu soit annexée au Pakistan oriental. Avant l'indépendance de la Birmanie, en janvier 1948, les dirigeants musulmans du nord d'Arakan s'adressent à Jinnah et demandent son aide pour réunir la région au Pakistan. Deux mois plus tard, la Ligue musulmane du Nord-Arakan est fondée à Akyab (aujourd'hui Sittwe) et demande aussi l'annexion. Cependant, cette proposition n'est pas acceptée par Jinnah.
En 1947, une révolte armée prend place au Cachemire autour de la question d'un référendum pour rejoindre le Pakistan. Le maharaja indien Hari Singh, craignant de perdre le contrôle, demande l'intervention indienne au Cachemire. La première guerre indo-pakistanaise qui s'ensuit reste en suspens et le Cachemire est divisé en deux en 1947-48 : l'Azad Cachemire et le Jammu-et-Cachemire.

## Soutiens

### Rôle des oulémas
Lors de la campagne électorale de 1946, la Ligue musulmane rallie les universitaires islamiques et soufis autour du cri de ralliement de l'« islam en danger ». La majorité des barelvis soutient la création du Pakistan et les oulémas barelvis lancent des fatwas en faveur de la Ligue musulmane,,. Par contraste, la plupart des oulémas deobandis (menés par Hussain Ahmed Madani) s'opposent à la création du Pakistan et à la théorie des deux nations. Husain Ahmad Madani et les deobandis défendent un « nationalisme composite », selon lequel les musulmans et les hindous forment une seule nation,. Madani différencie ce qu'il appelle le « qaum », un état multi-religieux, et le « millat », qui désigne uniquement l'unité sociale des musulmans,.
Cependant, quelques clercs deobandis influents soutiennent la création du Pakistan, tels que Muhammad Shafi Deobandi et Shabbir Ahmad Usmani. Ashraf Ali Thanwi soutient également la Ligue musulmane à propos de la création du Pakistan et rejette la critique selon laquelle de nombreux membres ne seraient pas pratiquants. Ashraf Ali Thanvi adhère au point de vue selon lequel la Ligue musulmane doit être à la fois soutenue et conseillée dans son observance religieuse.

### Contributions des non-musulmans

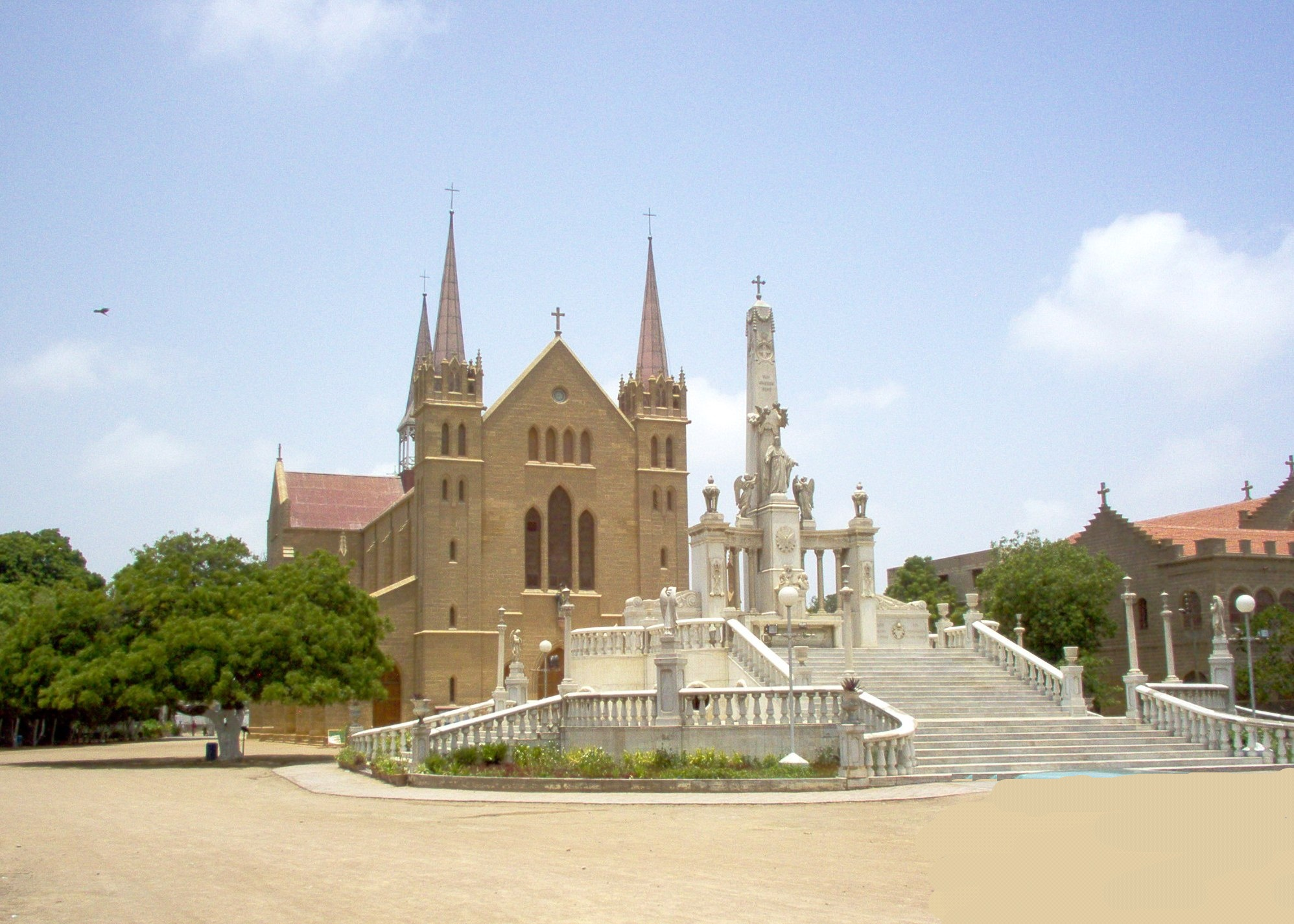
Cathédrale catholique romaine Saint-Patrick de Karachi.

La vision de Jinnah est soutenue par quelques hindous, sikhs, parsis, juifs et chrétiens qui vivent dans les régions majoritairement musulmanes de l'Inde britannique,. Parmi les personnalités hindoues les plus notables et influentes favorables au Mouvement pour le Pakistan on trouve Jogendra Nath Mandal du Bengale ainsi que Jagannath Azad qui est ourdouphone et a écrit la première version de l'hymne national. Un des pères fondateurs du Pakistan, Mandal, appelle de ses vœux à la création du pays. Après l'indépendance, il est nommé ministre de la Justice et du travail par Jinnah dans le gouvernement de Liaquat Ali Khan. Cependant, pointant des violences envers la minorité hindoue au Pakistan oriental, il démissionne et fuit en Inde en 1950.
Certains chrétiens ont soutenu la vision de Jinnah, dont Sir Victor Turner et Alvin Robert Cornelius. Turner est l'un des pères fondateurs du Pakistan et conseille Jinnah et Ali Khan sur les affaires économiques, la taxation et la gestion des entités administratives. Il est aussi responsable du plan économique et financier du pays après son indépendance. Alvin Robert Cornelius est nommé Chief Justice du barreau de la Haute Cour de Lahore par Jinnah et sert en tant que Secrétaire à la justice dans le gouvernement de Liaquat Ali Khan. Les communautés hindous, chrétiennes et parsis jouent aussi un rôle dans le développement du Pakistan dans les années qui suivent sa création.

## Bilan

### Analyse
La fondation du Pakistan concrétise la vision de nombreux penseurs musulmans, de Syed Ahmad Khan jusqu'à Muhammad Ali Jinnah, selon laquelle hindous et musulmans ne peuvent vivre sous le même régime politique. Cette théorie des deux nations conduit à l’émergence d'un nationalisme musulman basé sur la religion. Dans son ouvrage Idea of Pakistan, l'historien américain spécialiste du Pakistan Stephen P. Cohen décrit l'influence du nationalisme musulman en Asie du Sud sur le Mouvement pour le Pakistan :

« Durant cette période, les différences ethnolinguistiques s'effaçaient derrière la vision commune d'un ordre politique et social inspiré de l'Islam. Cependant, les divisions parmi les musulmans furent exploitées par l'Empire britannique, qui pratiquait la politique « diviser pour régner », déplaçant les Moghols et circonscrivant les autres dirigeants islamiques. De plus, les hindous étaient les alliés de l'Empire britannique, qui les utilisait pour faire la balance avec les musulmans ; de nombreux hindous, un peuple fondamentalement non sécurisé, haïssaient les musulmans et les auraient opprimés dans une Inde démocratique avec « un homme égal un vote ». Le Mouvement pour le Pakistan unit ces pièces disparates du puzzle national et le Pakistan était l'expression de la volonté nationale d'une Inde musulmane libérée. »

— Stephen P. Cohen (2006)
V. S. Naipaul considère quant à lui que la création du Pakistan n'est en rien une libération, car c'est l'idée d'une Union indienne basée sur la laïcité qui est rejetée au profit d'un État islamique séparé basé sur la charia. Il compare ainsi la vision d'Iqbal à une « abstraction poétique » qui puise sa légitimé dans l'islam mais pointe l'ironie de cette vision qui conduit à abandonner les musulmans restés en Inde, trahissant le but originel de la Ligue musulmane.
Pour le politologue français Christophe Jaffrelot, l'idée pakistanaise constitue le rêve de l'élite ourdouphone de l'Inde du Nord, qui se sentait menacée de déclassement par l'émergence des hindous. Cette crainte est de plus renforcée par le fait que cette élite vit dans des régions où les musulmans sont minoritaires. Celles-ci n'étant logiquement pas intégrées au Pakistan, beaucoup des pères fondateurs ont dû tout quitter pour devenir des immigrés (muhajir) au sein de la nation qu'ils ont créée. De plus, les régions qui constituent le Pakistan se sont souvent ralliées très tard à cette idée. Cette nation est ainsi au moment de sa création une idée encore vague, qui n'a pas fixé de nombreux aspects qui deviendront problématiques dans son histoire : la place de l'islam, le degré de décentralisation et l'identité nationale.

### Fragilité de la nation
Les efforts et les combats des pères fondateurs ont permis la création d'un gouvernement indépendant et civil en 1947, bien qu'il s'enlise dans la rédaction de la première Constitution. Dans les années qui suivent, une autre mentalité nationaliste vient établir un gouvernement centralisé, effaçant la notion de provinces, conduisant au coup d'État de 1958 qui marque la forte influence des militaires dans l'évolution du pays. Une répartition des richesses entre l'Ouest et l'Est profondément déséquilibrée provoque un soulèvement qui amène le Pakistan oriental à déclarer son indépendance en tant que République populaire du Bangladesh en 1971. En 1973, la nouvelle constitution met en place un régime parlementaire qui représente à la fois les provinces au Sénat et le peuple à l'Assemblée nationale avec un gouvernement relativement fort et des cours de justice nationales,. Le basculement du Pakistan vers le républicanisme et l'amélioration de la démocratie ont provoqué un bouleversement de la hiérarchie sociale traditionnelle qui était largement féodale et permis l’émergence d'une société civile contestant l'élite politique.
De plus, l'évolution du pays traduit les failles du Mouvement pour le Pakistan, un nationalisme reposant uniquement sur l'islam et l'ourdou qui nie un certain nombre de particularités locales, contrairement à ce qui était prévu dans la résolution de Lahore. Ainsi, la partition de 1971 est vue comme l'échec de cette vision alors que les Bengalis ont du se battre pour la reconnaissance officielle de leur langue, et ont été progressivement marginalisés politiquement. De plus, le caractère longtemps non-déterminé du régime politique et les frontières du pays incertaines jusqu'à sa création témoignent de l'incomplétude de la vision de Jinnah. L'intégration du Nord-Ouest et surtout du Baloutchistan sont ensuite restés une question problématique pour le pouvoir.

### Mémoire et héritage

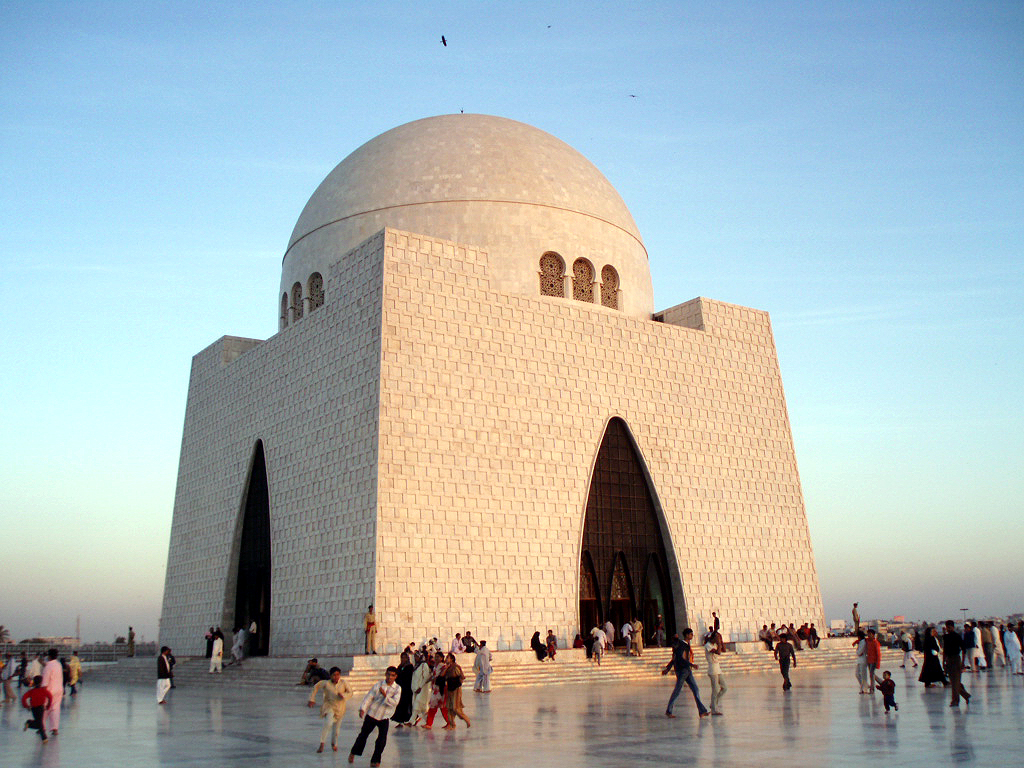
Le Mazar-e-Quaid accueille la tombe de Muhammad Ali Jinnah.

Le Mouvement pour le Pakistan occupe une place importante dans la mémoire et l'identité du Pakistan. L'histoire fondatrice du mouvement est enseignée dans les manuels scolaires du Pakistan et aussi représentée par de nombreux monuments. Le Jour de l'Indépendance est un jour férié et la plus célébrée des fêtes nationales du Pakistan. Pour de nombreux auteurs et historiens, l'héritage de Jinnah est le Pakistan.
Marquant la résolution de Lahore, le Minar-e-Pakistan est un monument qui attire environ dix mille visiteurs par jour. Les maisons de Jinnah à Karachi et Ziarat attirent des milliers de visiteurs par jour. Le mouvement est aussi à l'origine d'une renaissance culturelle musulmane dans le sous-continent indien, notamment avec les écrivains et poètes Faiz Ahmed Faiz et surtout Muhammad Iqbal,,. Quelques figures féministes du Pakistan ont également émergé grâce à ce mouvement, comme Sheila Pant et Fatima Jinnah.
L'historien du Pakistan Vali Nasr affirme que l'universalisme islamique est devenu la principale source du Mouvement pour le Pakistan qui a suscité le patriotisme et la naissance de cette nation. Pour de nombreux Pakistanais, le rôle de Jinnah le met au niveau d'un Moïse moderne, tandis que les autres pères fondateurs sont extrêmement respectés.